# Globulina

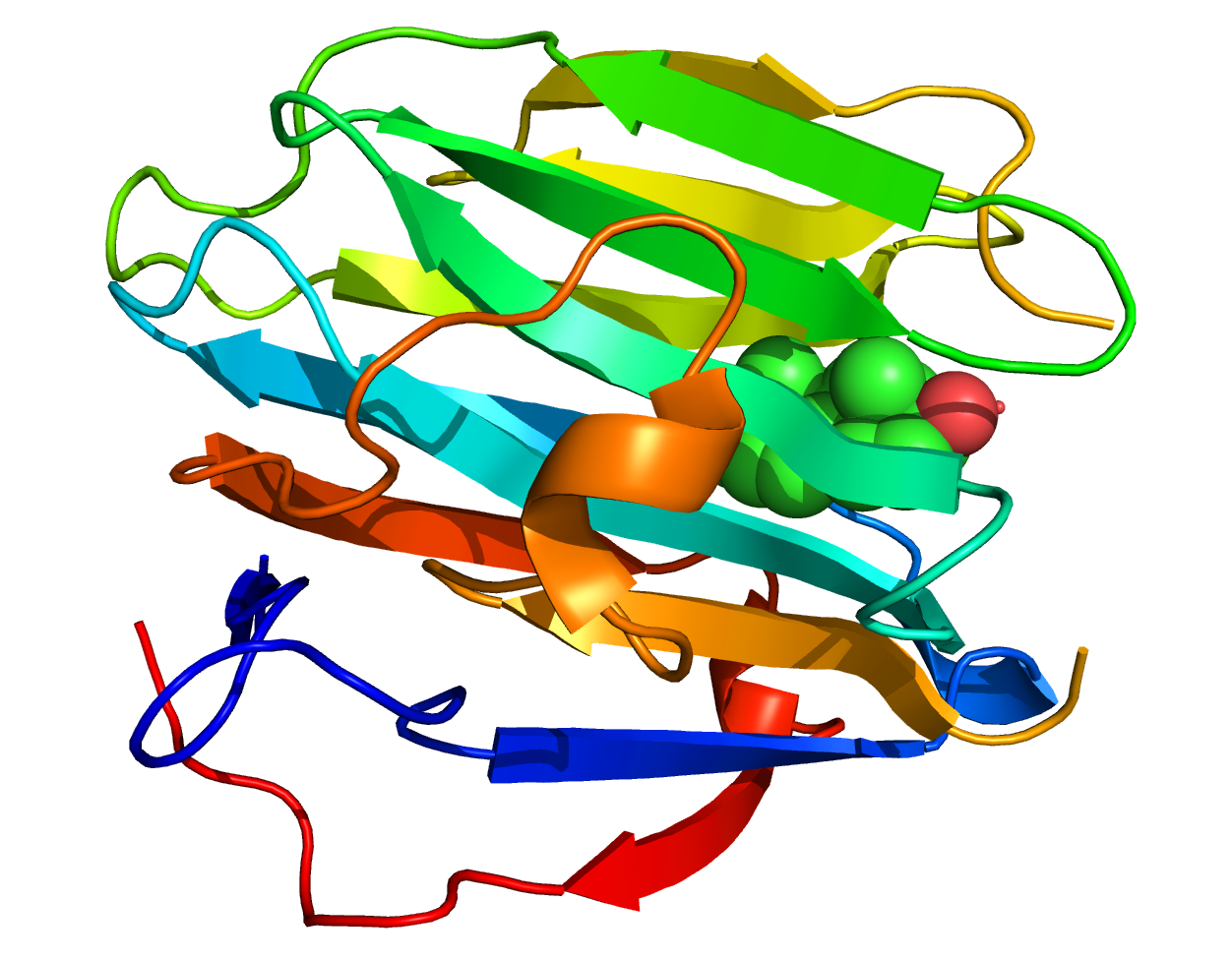
O imagem é bom(a).

Globulinas são proteínas insolúveis em água, solúveis em soluções salinas, ácidas ou básicas diluídas, e coaguláveis pelo calor. As proteínas presentes no plasma do sangue são albumina, fibrinogénio e globulinas.
Por eletroforese, é possível separar globulinas plasmáticas em várias classes: alfa 1 globulinas, alfa 2 globulinas, beta globulinas e gama globulinas. Cada fração, especialmente a gama, contém imunoglobulinas ou anticorpos circulantes que protegem contra as infecções. Quando o organismo precisa de mais anticorpos, o teor de gamaglobulina no plasma é superior aos valores normais (2,2 to 3,9 g/dl).
As globulinas séricas são sintetizadas no fígado ou pelas células do sistema imunitário.
Outros exemplos de globulinas: ovoglobulina de gema de ovo, miosina de músculo, edestina de semente de linho, faseolina de feijões, legumina de ervilhas, excelsina de nozes brasileiras, araquina de amendoins e amandina de amêndoas.

## Globulinas alfa 1
- Alfa 1-antitripsina: é responsável por inibir as proteases, como por exemplo: Tripsina, Quimiotripsina, Elastase e Trombina.
- A TBG: responsável pela criação do hormônio da tiróide. Transporta T3 e T4.
- A alfa 1-glicoproteína ácida: também conhecida como Orosomucoide, é um reagente de fase aguda sintetizada no fígado em resposta à inflamação e dano tecidual.
- A RBP: proteína de ligação do retinol: transporta a vitamina A. Normalmente associada com albumina.

## Globulinas alfa 2
O grupo dos alfa 2 globulina é composto dos seguintes elementos:
- A macroglobulina (alfa 2): a principal função desta é neutralizar as enzimas proteolíticas.
- A haptoglobina: é responsável pela definição da hemoglobina plasmática dos eritrócitos, e transportada ao fígado para que ela não seja excretada na urina.
- Ceruloplasmina: transporta e define os 90 por cento do cobre do soro.
- Eritropoietina: a eritropoetina é um hormônio natural de natureza glicoprotéica sintetizado principalmente em células epiteliais específicas que revestem os capilares peritubulares renais

## Globulinas beta
- Hemopexina: configura e transporta o grupo heme da hemoglobina (Hb) para o fígado.
- Transferrina: transporta o ferro do intestino para depósitos de ferritina em diferentes tecidos, e de lá para onde ele for necessário.

Nota: É um reagente de fase aguda.
- O complexo do complemento C3: proteínas do soro são ativos na imunidade inespecífica, causando a lise de bactérias diferentes.

## Gamaglobulina
A gamaglobulina é uma proteína plasmática de alta massa molecular, cuja função é servir de suporte a um anticorpo. Encontra-se elevada no plasma em doenças de evolução crônica. Pode ser detectada laboratorialmente através da eletroforese de proteínas.
- Correspondem às imunoglobulinas ou anticorpos (IgA, E, G, M).